# Project M
Super Smash Bros. Project M es un mod del videojuego Super Smash Bros. Brawl creado por el equipo llamado Project M Back Room. Este proyecto fue creado para hacer que el juego fuera más parecido a su predecesor, Super Smash Bros. Melee, en respuesta a las quejas de los fanes sobre las físicas de Brawl, el ritmo de juego más lento, mayor uso de elementos de apoyo y las mecánicas de algunos ataques. Project M también trajo de vuelta a personajes como Mewtwo y Roy. Fue oficialmente descontinuado el 1 de diciembre de 2015.

## Sistema de juego
El sistema es el mismo de la serie Super Smash Bros. solamente que el juego está inspirado en la jugabilidad de su predecesor Super Smash Bros. Melee el juego en si es muy competitivo y su jugabilidad es para jugadores experimentados de Super Smash Bros. y Super Smash Bros. Melee.
Además el juego en si trae más música para sus nuevos escenarios y efectos de sonidos nuevos como las bolas de fuego de Mario y Luigi.

## Personajes
- Wario
- Mario
- Luigi
- Dr Mario
- Peach
- Bowser
- Yoshi
- Donkey Kong
- Diddy Kong
- Captain Falcon
- Wolf
- Fox
- Falco
- Ice Climbers
- Zelda y Sheik
- Link
- Toon Link
- Ganondorf
- Mewtwo
- Lucario
- Pikachu
- Jigglypuff
- Squirtle
- Ivysaur
- Charizard
- Samus y Samus Zero
- Lucas
- Ness
- Pit
- Kirby
- Meta Knight
- Rey Dedede
- Ike
- Marth
- Roy
- Lyn (Sin Confirmar)
- Olimar y Pikmin
- R.O.B.
- Mr. Game and Watch
- Solid Snake
- Sonic the Hedgehog

## Escenarios
Project M Trajo de vuelta muchos escenarios de las entregas anteriores, Algunos siendo remakes HD.
Remakes
- Fourside
- Saffron City (HD)
- Hyrule Castle (HD)
- Peach Castle (HD)
- Metal Cavern
- Fountain Of Dreams

Nuevos
- Delfino Secret (Super Mario Sunshine)
- Bowser Castle

## Easter Eggs
1. En el escenario Dream Land,debajo del mismo,se puede ver un Sprite de King Dedede,sacado de Kirby Super Star,para la Super Nintendo
2. En el escenario Summit (versión de Project M) cuando el iceberg va descendiendo, se puede ver a Balloon Fighter del juego Balloon Fight.

## Jugabilidad
El juego está enfocado en el lado competitivo de Super Smash Bros. Algo muy notable es la estabilidad que es muy alta en comparación con otros mods de Super Smash Bros Brawl. El jugador tiene la facultad de hacer varios combos si posee suficiente habilidad, el CPU es más competitivo y más difícil de derrotar y a varios personajes que siguen de Melee a Brawl les regresaron movimientos de los cuales muchos fueron eliminados en entregas posteriores de smash y que ahora forman parte de Project M.
El juego permite hacer varias técnicas que se limitaban en Brawl y que eran muy usadas en la escena competitiva de Super Smash Bros. Melee. Entre ellas Moonwalk, Wavedash, Taunt Canceling, Dash Dancing entre otros.

## Cambios en personajes

### Mario
El "tornado Mario" es reincluido de la versión melee junto a su ataque aéreo inferior. Su movilidad en general fue mejorada,haciéndolo más rápido en tierra y dándole un wavedash casi tan largo como el de Luigi en melee. También se cambió el sonido al lanzar bolas de fuego y su burla hacia abajo fue modificada.

### Wario
Su ataque especial lateral de la moto es cambiado por el golpe con el hombro que hace en Wario Land: Shake It!, su ataque smash hacia abajo es el mismo golpe al suelo del mismo juego al igual que su ataque aéreo hacia abajo que es un salto bomba como el que realiza en el juego ya mencionado y Super Mario 64 DS.
Las mismas modificaciones son para Warioman.

### Peach
Se cambia el efecto de todos sus ataques de corazones a fuego y los corazones pueden volver utilizando una de sus burlas, además de que su down air y down tilt ahora hacen más daño. El diseño de su side tilt ha sido devuelto a su forma mostrada en Super Smash Bros. Melee.

### Bowser
Su ataque especial lateral Flying Slam se cambia a Koopa Klaw y es refinado, Su ataque especial hacia abajo Bowser Bomb si se presiona arriba mientras esta en el aire este ataque se cancelara y contará como un salto gigante para entonces producir un mayor número de combos. 

### Yoshi
La inclusión de nuevos trajes alternativos Yoshi Negro, Gris, Morado y Naranja, Ahora Yoshi puede saltar de su escudo.

### Marth
Su ataque especial (normal y lateral) es cambiado por los ataques de  Melee.

### Diddy Kong
Pendiente

### Falco
El ataque abajo especial es cambiado por el que tenía en Melee. De acuerdo con la opinión de jugadores experimentados en la materia y casters del juego en general, Falco posee movimientos con mucho mejor frame data que los encontrados en Fox McCloud. Sin embargo, pierde parte del potencial visto en Melee para protegerse de combos, por lo que no solo infringe mucho daño, sino que recibe mucho daño a su vez.

### Toon Link
Su ataque smash al frente es cambiado por una recarga de espada hacia atrás con un golpe semicircular, sus flechas son de fuego, y su ataque especial hacia arriba es más corto y rápido en el aire.

### Red Pokémon Trainer
Es eliminado y sus pokémon se vuelven independientes

#### Squirtle
Su ataque especial hacia abajo es cambiado por un chorro de agua hiriente de corto alcance, su ataque especial a los lados es mejorado y se detiene al golpear un objetivo, su ataque smash especial es cambiado debido a que no cuenta con los otros pokémon.

#### Ivysaur
Su especial neutral ha sido reemplazado con Síntesis, un movimiento que cura a Ivysaur mientras se mantiene el botón especial presionado. Su especial hacia abajo también fue reemplazado, ahora es Bomba Germen, funciona como un proyectil que sube y baja. Su especial hacia arriba Látigo Cepa ahora tomará la esquina sin importar si hay o no hay alguien en ella. Por último, su smash hacia arriba, aéreo hacia arriba y hacia abajo lo curan cuando golpea con la bulba, y estos movimientos (golpeando con la bulba) junto con su especial neutral cargan un devastador ataque, Rayo Solar: una vez cargado por completo su bulba brillará de color azul,y presionando el botón de ataque especial disparará un rayo en un ángulo de 40°.

#### Charizard
Pendiente

### Lucario
Su estilo de juego ha cambiado severamente, cambiando ataques como su fuerte hacia adelante, smash hacia arriba y aéreo neutral, así como dándole un ataque mientras camina agachado. En cuanto a sus especiales, Equipo Doble ahora es una herramienta para desplazarse tanto en tierra como en aire con invulnerabilidad, útil para engañar al oponente y extender combos. Sus más notorios cambios son su facilidad para crear combos con ataques neutrales, ya que tiene un nuevo código basado en juegos de pelea tradicionales y el rediseño de la mecánica de aura, ahora no se vuelve más fuerte conforme recibe daño, sino que entre más ataques conecte su aura aumentará, dándole cuatro nuevas técnicas para usar.

### Samus
Los cambios más notorios en samus es que regresan los super misiles apretando al mismo tiempo "side" y "special"; también al  hacer la side taunt se activa un swich que cambia a samus a modalidad hielo

### Wolf
Su smash hacia arriba ha sido cambiado por uno parecido al de Ike (un corte de lado a lado cubriéndolo por arriba), pero en lugar de usar una espada usa las garras de su mano. Así mismo, su especial hacia abajo lo detiene en el aire igual que Fox y Falco y su especial hacia adelante tiene una nueva mecánica que le permite usar su especial hacia arriba después. Por último, su ataque dash tiene una animación diferente.

### Kirby
Pendiente

### Meta Knight
Pendiente

### Lucas
Su ataque especial neutro (Neutral-B) , "Pk Freeze"  es cambiado a una carga que si es terminada, aumentará la potencia de los ataques "Smash". El ataque especial hacia los lados (Side-B) deja de ser "Pk Fire" para hacer que Lucas pueda lanzar un copo de hielo con un efecto parecido al "Pk Fire" pero sin el efecto de fuego. El ataque normal hacia arriba en tierra (Up-Tilt) es cambiado por que Lucas de un giro.Entre uno de sus colores alternativos,  hay un traje alternativo del traje que llevaba Lucas en la torre eléctrica de los puercaretos en Mother 3.

### Olimar y Pikmin
Su límite de pikmin es reducido a 4. Su recuperación fue cambiada por un jetpack que recorre una mediana distancia en diagonal, su up-tilt ahora no es multi-hit y tiene una sola hitbox, al igual que su up-air.

### Solid Snake
Pendiente

### Sonic the Hedgehog
Su ataque frontal de aire (side B) fue remplazado por la Air Kick, Que Aparece en Sonic Battle. También hay un traje llamado Jet Set Sonic, Que es una referencia a Jet Set Radio
otra franquicia de SEGA.

## Historia
Era el año 2009, El cual, era el año en que Super Smash Bros. Brawl Empezó a ser moddeado.
Debido a que el juego fue criticado por remover varias cosas de Super Smash Bros. Melee, Se creó el equipo mencionado anteriormente, y la primera versión fue la 1.0.
Después de eso, el mod alcanzó a ser el más descargado en 2012, debido por la adición de Mewtwo y Roy.

## Combatientes "bots"
Distintos tipos de quejas contra las inteligencias artificiales han llegado a los oídos de los desarrolladores de juegos de pelea. Este problema se debe a que estas IA, incluso a los niveles más altos no son suficientemente difíciles si no hacen trampa. Por este motivo, las cpus de project m han sido mejoradas tangiblemente. Se puede apreciar que diversos personajes controlados por la cpu llegan a combos de más de 4 golpes. Este comportamiento ha hecho que jugadores más experimentados se rían porque "las cpus son muy fáciles en este juego", utilizando esto como un sarcasmo y admirando el trabajo de los desarrolladores.